# You Can Leave Your Hat On
You Can Leave Your Hat On è un brano scritto da Randy Newman, tratto dal quarto album del cantautore statunitense, Sail Away, del 1972.
Fu reso famoso da Joe Cocker, che lo reinterpretò nel 1986. Nello stesso anno fu inserito nella colonna sonora del famoso film 9 settimane e ½, che lo consacrò come "tipico brano da spogliarello". 
Nella canzone il protagonista invita la propria partner a spogliarsi di tutti gli abiti, consentendole ironicamente di tenere alla fine solo il cappello ("you can leave your hat on" significa letteralmente "puoi tenere addosso il cappello").
Il brano fu estratto come singolo dal quindicesimo album del cantante britannico dal titolo Cocker, del 1986. Fu girato anche un video dove compare lo stesso Cocker che interpreta la canzone in una sala di registrazione, accompagnato da un'orchestra.
Nel film la canzone è usata nella famosa scena in cui Kim Basinger si spoglia davanti ad una tendina per Mickey Rourke. Da allora è divenuta la canzone per antonomasia degli spogliarelli.
Tom Jones ne registrò un'altra cover per il film Full Monty del 1997.
Anche Etta James ne propose una cover nel 1974 (Chess Records) prodotta da Gabriel Mekel per la GRT corporation con gli arrangiamenti di Trevor Lawrence.
Nel 2013 ne è stata pubblicata una versione realizzata da Jerry Garcia con la band dei Legion of Mary, registrata dal vivo nel 1974.
La tonalità originale della canzone è il Do Maggiore.